# Rathmolyon
Rathmolyon (en irlandais, Ráth Máigh Laighin, fort de la plaine du Leinster) est un village au sud du comté de Meath, en Irlande, situé à 8 km au sud de  Trim. Il se trouve à la jonction des routes régionales R156 et R159 reliant Trim à Enfield. 
Rathmolyon est le centre de services pour la zone rurale environnante.

## Transports publics
La ligne 115A des Bus Éireann  fournit une liaison de Rathmolyon à Dublin via Summerhill et Dunboyne avec un voyage le matin et un retour le soir, tous les jours sauf le dimanche.

## Histoire
Le village s'est développé à la jonction de deux routes régionales. Un certain nombre de bâtiments du village datent des périodes géorgienne et victorienne. À la fin du XIXe siècle, la région a joué un rôle dans le développement du mouvement Two by Twos et Cooneyite, la seule religion connue pour avoir son origine en Irlande.
Les bâtiments notables ou historiques de Rathmolyon comprennent une église catholique, une église protestante, deux pubs, Cherryvalley House, Rathmoylon Villa et Rathmoylon House. 

## Développement
La population de Rathmolyon a plus que doublé en dix ans entre le recensement de 2006 (168 habitants) et le recensement de 2016 (334 personnes),.
Selon le recensement de 2016, près de 50% des maisons de la ville (53 sur 108 ménages) ont été construites entre 2001 et 2010.
La relative proximité de Dublin a été le moteur essentiel de ce développement.
Le "Rathmolyon Esker" à l'est de Rathmolyon a été proposé comme zone du patrimoine naturel. [réf. nécessaire]